# Liste der Monuments historiques in Moitron
Die Liste der Monuments historiques in Moitron führt die Monuments historiques in der französischen Gemeinde Moitron auf.

## Liste der Immobilien
| Bezeichnung     | Beschreibung                                            | Standort               | Kennzeichnung | Schutzstatus | Datum | Bild           |
| --------------- | ------------------------------------------------------- | ---------------------- | ------------- | ------------ | ----- | -------------- |
| Kirche St-Léger | von 1787 bis 1790 erbaut, Architekt Pierre Denis Massol | Rue de l’Eglise (Lage) | PA00112760    | Inscrit      | 1991  | weitere Bilder |